# Mabel Ping-Hua Lee

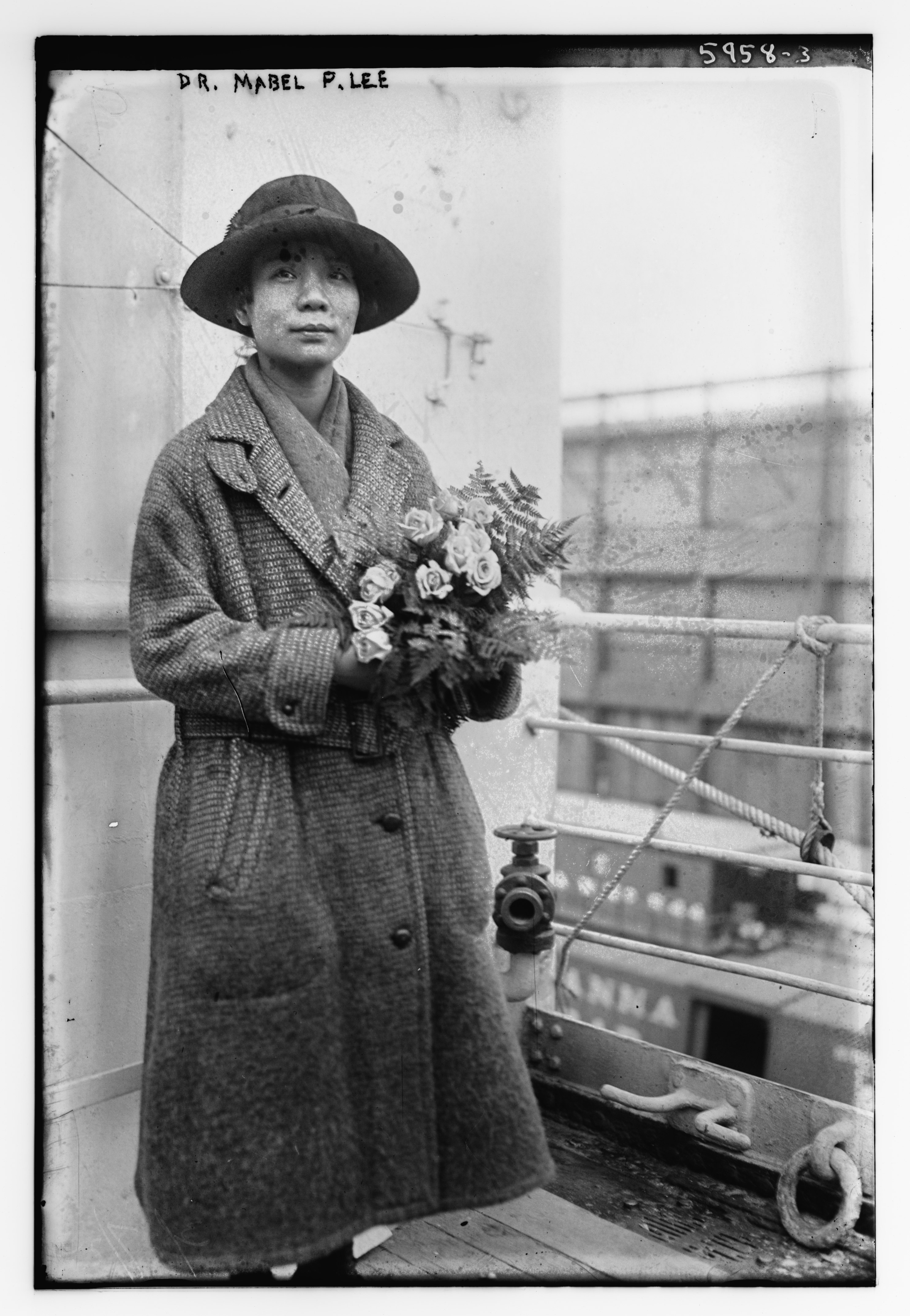
Mabel Ping-Hua Lee

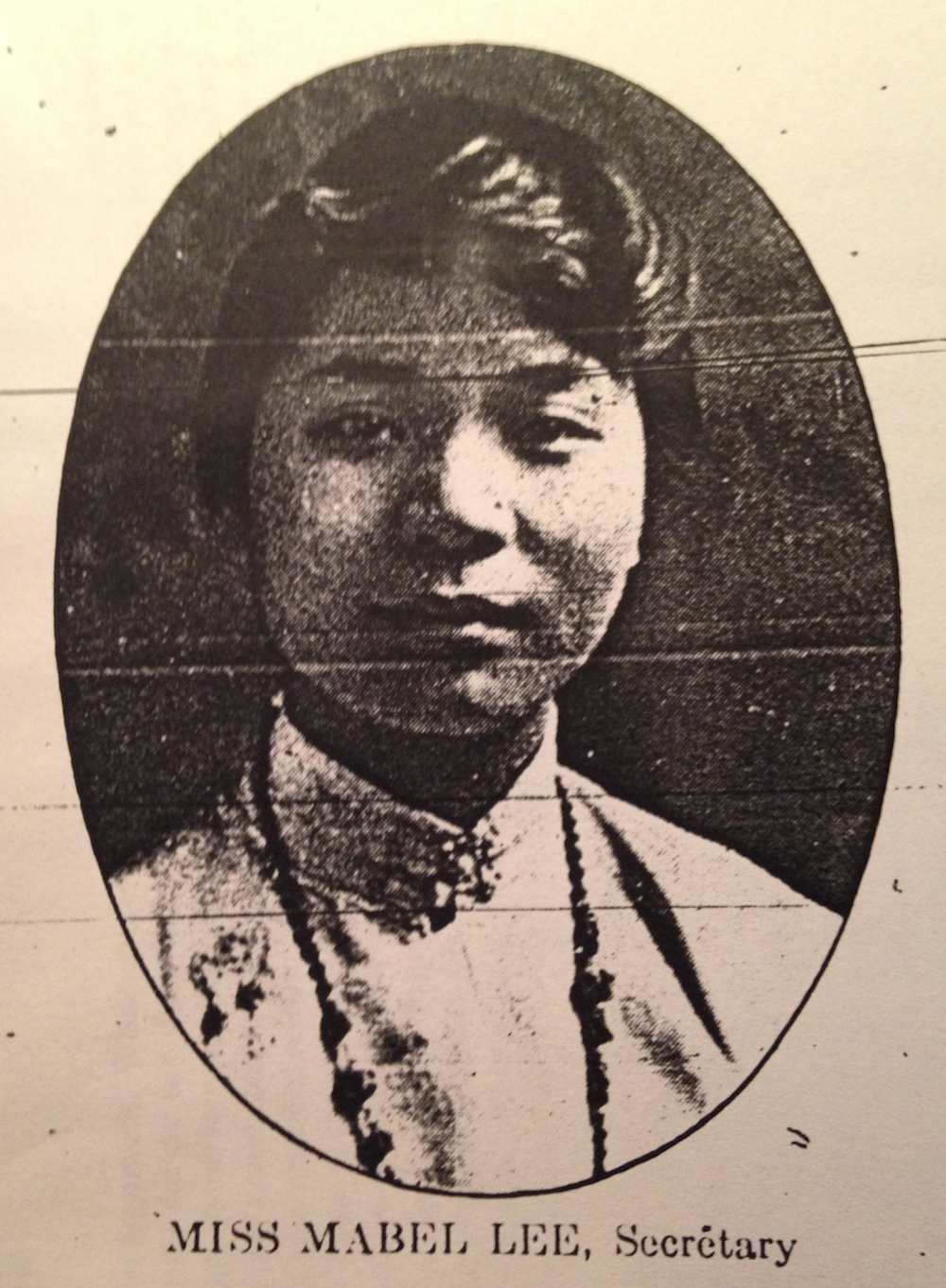
Lee während ihrer Zeit am Barnard College im Chinese Student Monthly, 1915

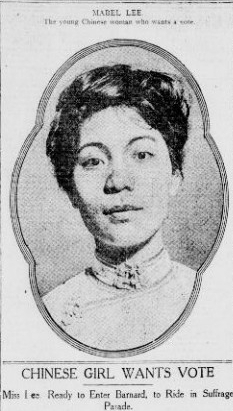
Mabel Lee, abgebildet in der New York Tribune vom 13. April 1912

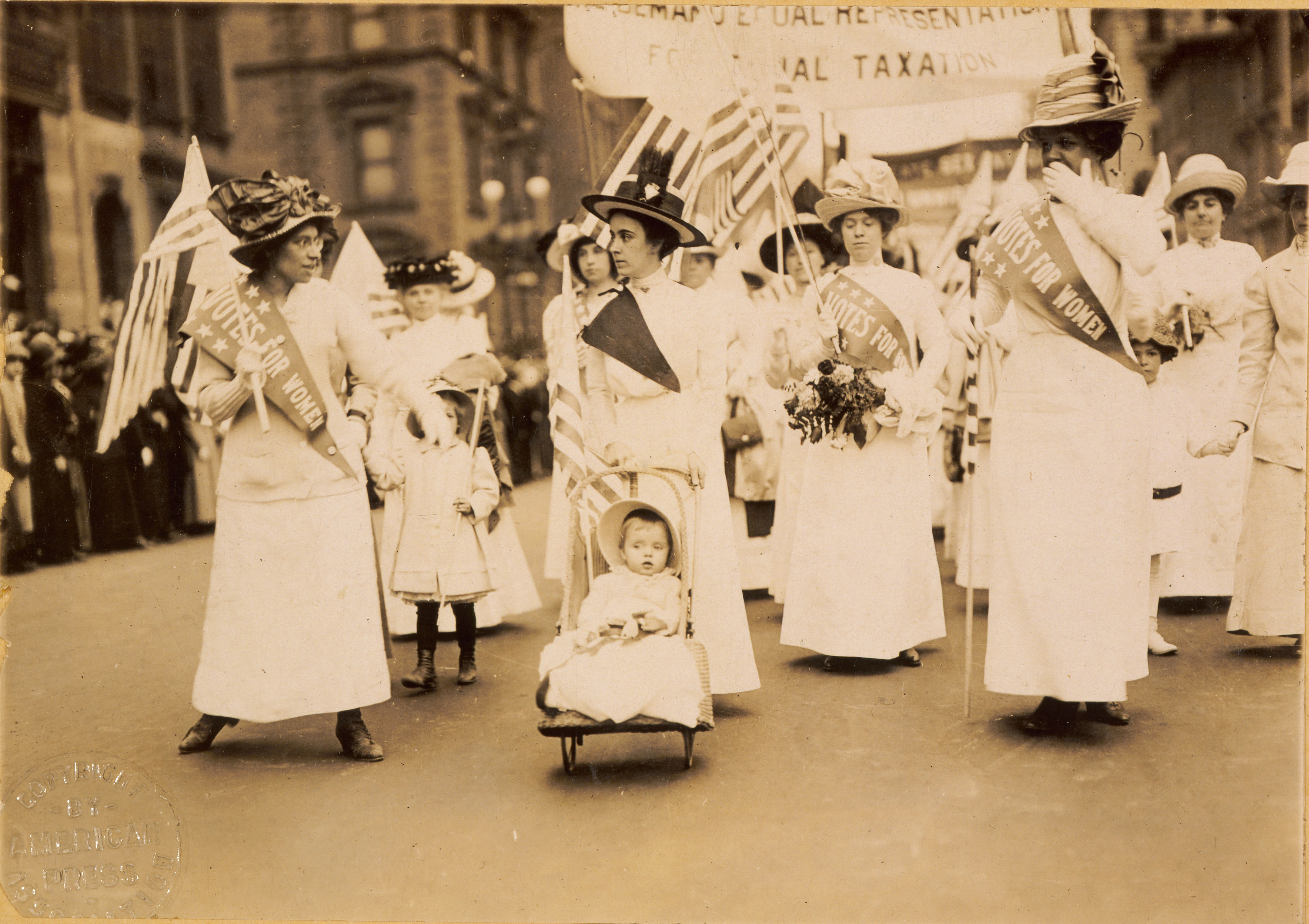
Ein Foto der Suffragistenparade von 1912, an der Lee teilnahm

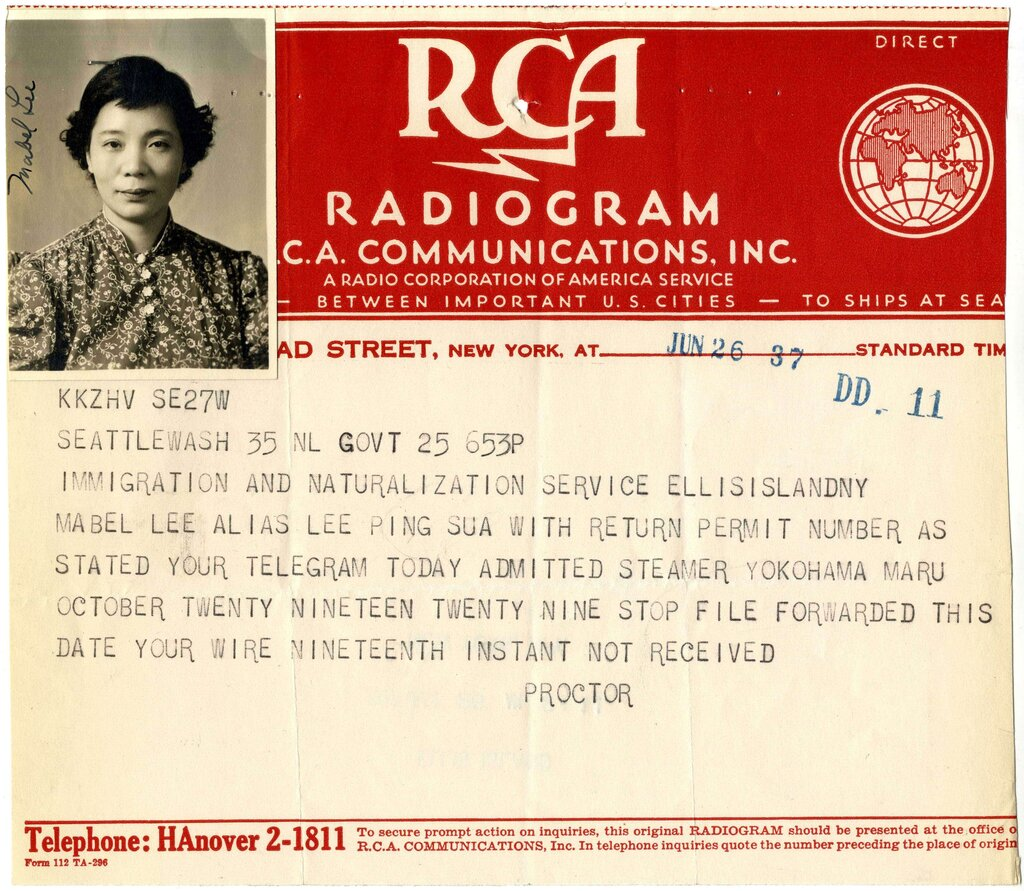
Dieses Funktelegramm bestätigte dem Einwanderungs- und Einbürgerungsdienst (INS), dass Mabel Lee am 20. Oktober 1929 an Bord des Dampfers Yokohama Maru gegangen war

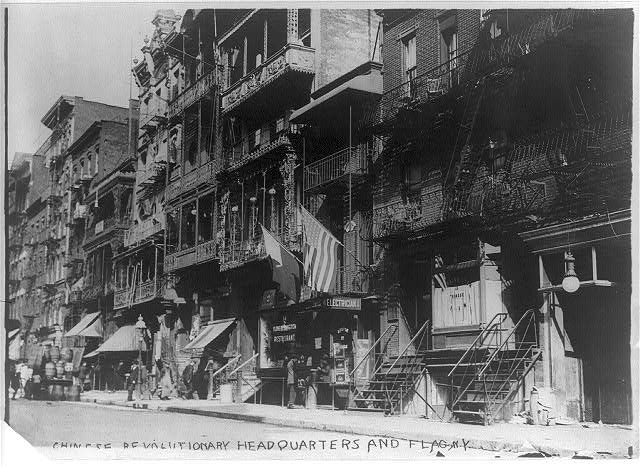
Ein Foto aus dem Jahr 1911 vom Hauptsitz der Young China Association unter der Flagge der chinesischen revolutionären Bewegung in New York. Die Morgenstern-Mission befindet sich auf der linken Seite

Mabel Lee (* 7. Oktober 1896 in Guangzhou, Kaiserreich China; † 1966) war eine chinesisch-amerikanische Frauenrechtlerin und Gemeindeleiterin. Sie war die erste Chinesin in den Vereinigten Staaten, die in Wirtschaftswissenschaften promovierte. Sie leitete 40 Jahre lang die First Chinese Baptist Church und war Leiterin der American Baptist Home Mission Society.

## Leben und Werk
Lee wurde in Guangzhou während der chinesischen Qing-Dynastie geboren. Der Name ihrer Mutter wird in US-Volkszählungsdokumenten als Lennick oder Libreck Lee geführt. Ihr Vater war der Pfarrer Lee Towe, der in die Vereinigten Staaten auswanderte und in der American Baptist Home Mission Society arbeitete. Er diente 1898 zuerst als Missionar für die chinesische Gemeinde im Bundesstaat Washington und wurde dann zum Dienst an der Morning Star Mission in New York City ernannt. Lee lebte bei ihrer Mutter und Großmutter in Hongkong und lernte Englisch an einer Missionarsschule. Sie zog 1905 mit ihrer Familie nach Chinatown in New York City. Sie besuchte die Erasmus Hall Academy in Brooklyn und engagierte sich schon sehr früh für Frauenrechte.
Im Alter von 15 Jahren leitete sie am 4. Mai 1912 zu Pferd eine Wahlrechtsparade in New York City. Die New York Tribune schrieb vor der Parade einen Artikel über sie und hob ihre akademischen Leistungen und ihren Wunsch hervor, das Leben von Frauen und Mädchen zu verbessern. Sie wurde auch in der Paradeberichterstattung der New York Times erwähnt. Als Mitglied der Women’s Political Equality League führte sie 1917 auch chinesische und chinesisch-amerikanische Frauen in einer Parade die Fifth Avenue in New York City entlang.
1913 studierte sie Geschichte und Philosophie am Barnard College. Sie trat dem Debattierclub und der Vereinigung chinesischer Studenten bei. Sie war Vizepräsidentin des Columbia Chinese Club und wurde Mitherausgeberin von The Chinese Students' Monthly, für den sie Artikel schrieb, in denen sie sich für das Frauenwahlrecht und für die in einer Demokratie notwendige Gleichberechtigung einsetzte.
1917 erlangten Frauen im Bundesstaat New York das Wahlrecht. 1920 gab der 19. Verfassungszusatz Frauen im ganzen Land das Wahlrecht, allerdings durften chinesische Frauen bis 1943 nicht wählen. Dies war auf den Chinese Exclusion Act zurückzuführen, ein Bundesgesetz, das von 1882 bis 1943 in Kraft war. Das Chinese Exclusion Act beschränkte die chinesische Einwanderung und verhinderte, dass chinesische Einwanderer Staatsbürger wurden. Ohne die US-Staatsbürgerschaft konnte Lee nicht wählen, trotzdem setzten Lee und andere chinesische Suffragistinnen sich für das Wahlrecht der Frauen ein, obwohl sie nicht von der Gesetzgebung profitierten.
Lee erwarb 1917 am Barnard College einen Master-Abschluss in Bildungsverwaltung. 1921 promovierte sie an der Columbia University in Wirtschaftswissenschaften. Sie wurde vom Board of Council der Columbia University als University Scholar in Economics als erste chinesische Studentin für ihre Forschungsarbeit in der Agrarökonomie ausgezeichnet. Ihre Abschlussarbeit trug den Titel The Economic History of China: With Special Reference to Agriculture und wurde später veröffentlicht. Ihre Dissertation war der erste agrarökonomische Text, der von einem ausländischen chinesischen Studenten verfasst wurde und eine ausgewogene Sichtweise der westlichen Wirtschaftsideologie und des traditionellen chinesischen Wirtschaftsdenkens im Kontext der modernen Agrarreform vertrat.

## Rückkehr nach China
Nach ihrem Studium reiste Lee 1923 nach Europa, um Nachkriegsökonomie zu studieren. Sie bekam zahlreiche Stellenangebote, darunter ein Angebot einer chinesischen Firma, die am Handel von den Vereinigten Staaten nach China interessiert war. Sie wurde auch für das Dekanat der Frauen an der University of Amoy, der heutigen Xiamen-Universität, berufen. Nach dem plötzlichen Tod ihres Vaters kehrte sie jedoch 1924 nach New York City zurück, um sich um ihre Mutter zu kümmern. Sie wurde von der American Baptist Home Mission Society für die Übernahme der Aufgaben ihres Vaters ernannt und wurde Vorsitzende der Morning Star Mission.
Lee reiste weiterhin in ihre Heimat, um sich der neuen Generation von Arbeitern anzuschließen und den Menschen in China zu helfen. 1937 entschied sie sich aber bei ihrer dritten Reise nach China dagegen, in China zu leben. Rassistische und sexistische Diskriminierung verringerten wahrscheinlich ihre Chancen, ihre Ziele zu erreichen, und mit der japanischen Invasion und dem Beginn des Zweiten Chinesisch-Japanischen Krieges wurde es unsicher, in China zu leben. Diese Faktoren zusammen mit ihren familiären und religiösen Pflichten veranlassten sie in New York zu bleiben.

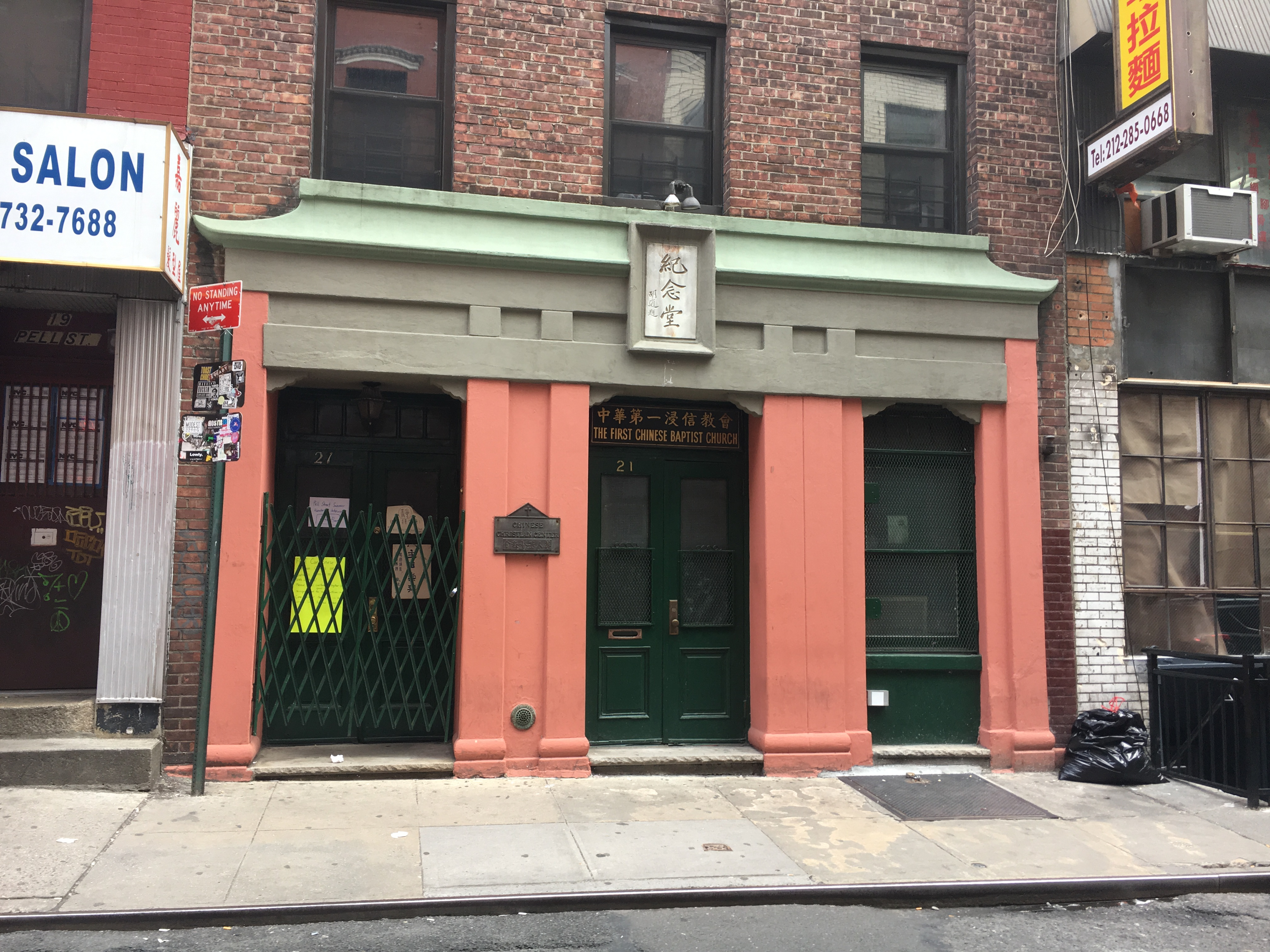
Die erste chinesische Baptistenkirche in der Pell Street 21, die 1926 von Mabel Lee gegründet wurde

## Aufbau eines chinesischen christlichen Zentrums in New York City
Lee begann, Spenden von der American Baptist Home Mission Society und lokalen chinesisch-amerikanischen Organisationen zu sammeln, um ein chinesisches christliches Zentrum zum Gedenken an ihren Vater zu finanzieren. 1926 kaufte sie ein Gebäude für dieses Gemeindezentrum in Chinatown. Das Zentrum bot Englischunterricht, eine medizinische Klinik und einen Kindergarten an. Lee glaubte, dass eine unabhängige chinesische Kirche entscheidend sei, um ihren Gemeindemitgliedern, Unterstützung und ein Gefühl der Freiheit zu bieten.
Unter ihrer Führung wurde die Kirche die erste „selbständige chinesische Kirche in Amerika“. Ihre Zweisprachigkeit versetzte sie in die Lage, der chinesischen Einwanderergemeinschaft der Arbeiterklasse erhebliche Unterstützung zu leisten, indem sie unter anderem Kurse in der englischen Sprache, Maschinenschreiben, Rundfunk und Zimmerei unterrichtete. Sie beteiligte sich an Predigten und unterrichtete im Kindergarten und in der Sonntagsschule. In vielerlei Hinsicht fungierte die Kirche als soziales Servicezentrum für die chinesische Gemeinde.
Lee entschied sich, ihr Leben der Chinatown-Gemeinde bis zu ihrem Tod 1966 zu widmen. Sie starb im Alter von 70 Jahren. Es ist nicht bekannt, ob Lee jemals die US-amerikanische Staatsbürgerschaft erlangte und ihr Wahlrecht ausübte, aber ihr Aktivismus sorgte dafür, dass viele andere Frauen die Möglichkeit hatten, dies zu tun.

## Ehrungen
- Das Mabel Lee Memorial Post Office in der Doyers Street 6 in New York City nach ihr benannt.[3]
- Lee wurde 2020 zur Preisträgerin der National Women’s History Alliance ernannt.[4]